# Incendio della cattedrale di Notre-Dame
L'incendio della cattedrale di Notre-Dame è avvenuto nella cattedrale di Notre-Dame di Parigi tra il 15 ed il 16 aprile 2019, scatenatosi in conseguenza di un cantiere di restauro che era in corso.
L'evento ha provocato all'edificio danni significativi, tra cui la distruzione del tetto e della guglia e il crollo di alcune volte sottostanti, oltre al ferimento di due agenti di polizia e un vigile del fuoco intervenuti per spegnere il fuoco e a chiudere l'area

## Contesto

### La cattedrale nella storia
La cattedrale di Notre-Dame de Paris è il più importante luogo di culto cattolico di Parigi ed uno dei più noti del mondo, nonché uno dei monumenti più famosi della capitale francese. Costruita tra il XII e il XIV secolo sull'Île de la Cité, nel cuore della città, è stata oggetto di importanti interventi e ricostruzioni nel XIX secolo.
La cattedrale non era mai stata precedentemente colpita da un incendio. Negli spazi del sottotetto, soprannominato "la foresta" per la struttura molto intricata, non era mai stata portata la corrente elettrica proprio allo scopo di evitare gli incendi.

### Lavori di restauro
Nel mese di aprile del 2019, da diversi mesi parte del monumento era in restauro, soprattutto per ripulire e consolidare la parte esterna della guglia (flèche, in francese), annerita dall'inquinamento, e una serie di sculture metalliche ossidate.
Lo Stato aveva finanziato 2,5 milioni di euro per il restauro della flèche, una somma che Monsignor Patrick Chauvet, rettore della cattedrale all'epoca, aveva ritenuto insufficiente per coprire tutti i lavori di ristrutturazione.
Benjamin Mouton, responsabile dell'architettura dei sistemi di sicurezza della cattedrale dal 2000 al 2013, ha dichiarato che quando gli era stato affidato l'incarico non era mai stata fatta una valutazione dei rischi di incendio.
A causa della struttura del tetto, fu impossibile installare dei moderni sistemi antincendio e si decise di affidarsi a un sistema di sensori di fumo e di allarmi, nonché sulla presenza costante di addetti alla sorveglianza.

## L'incendio

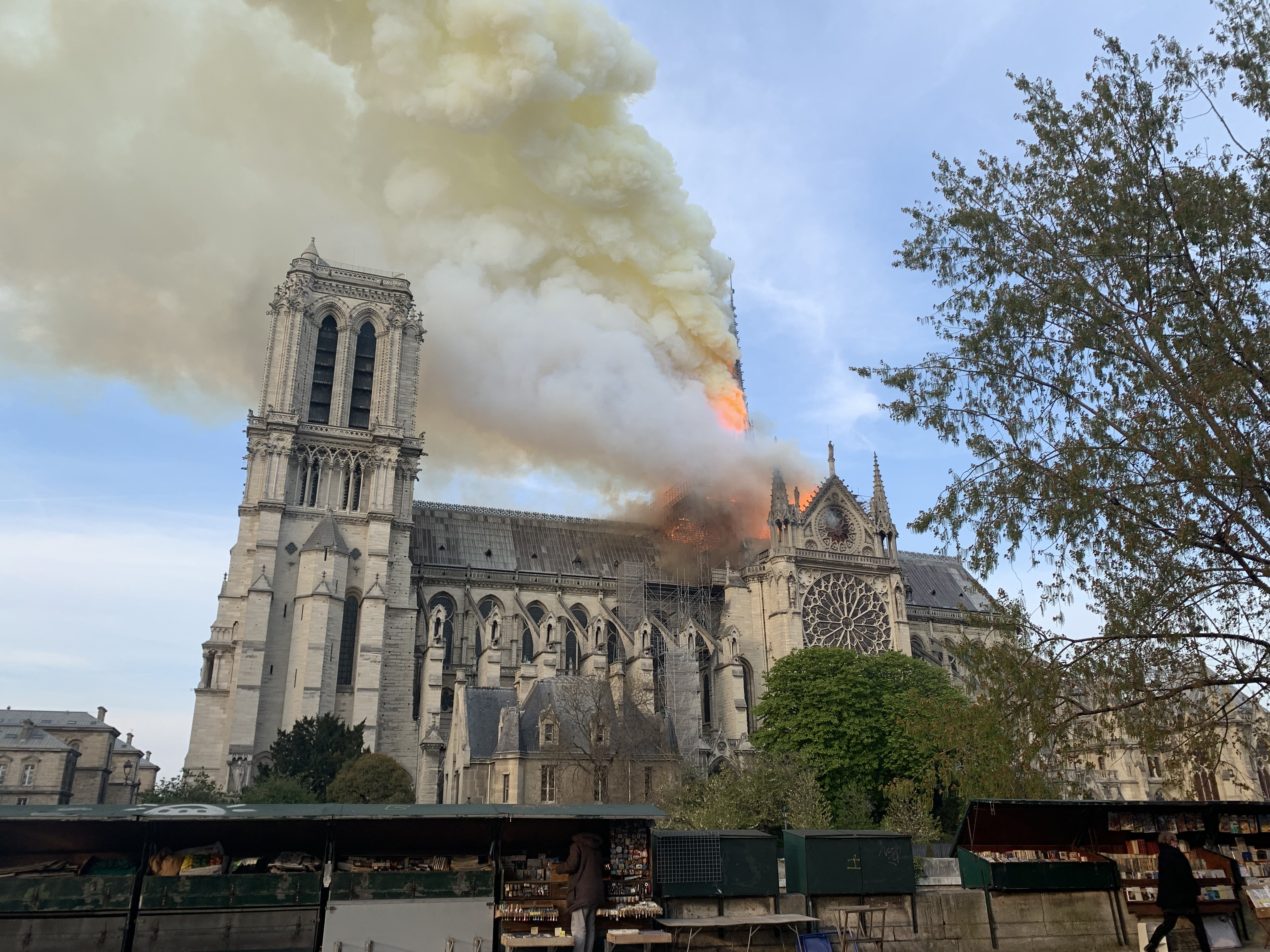
L'incendio alle 19:17

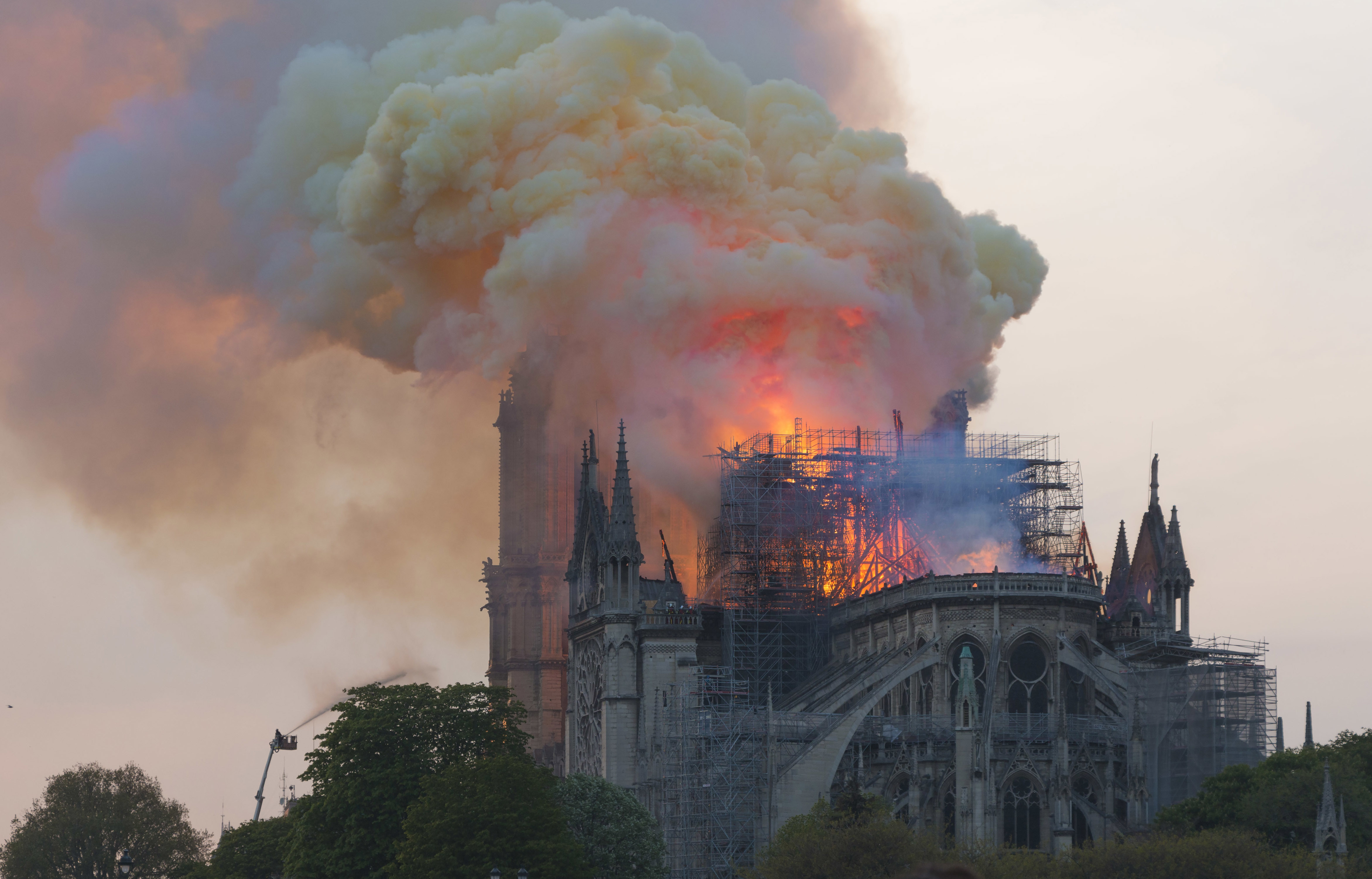
L'incendio alle 20:06

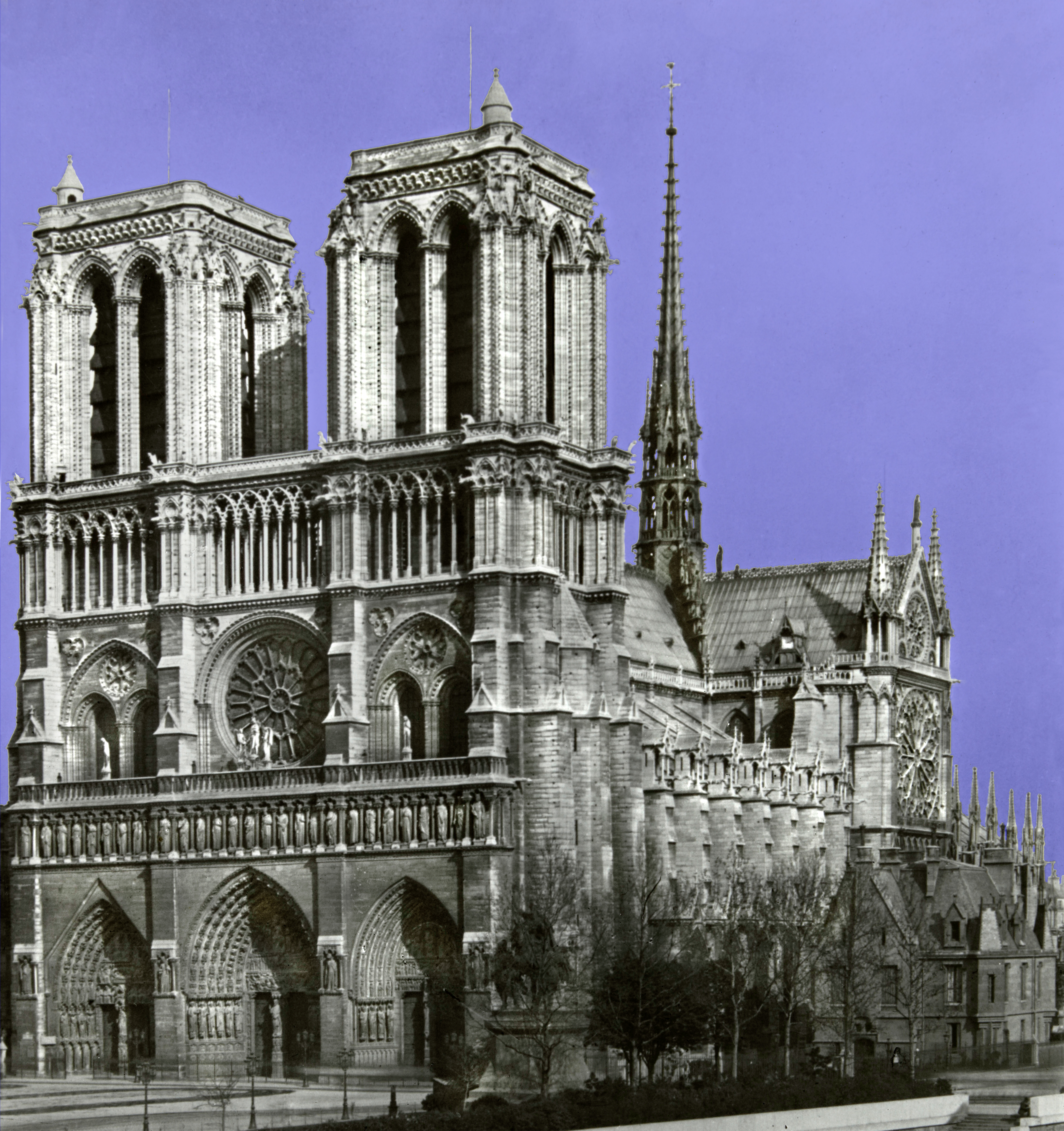
La cattedrale di Notre-Dame, qui fotografata nel 1930 circa; è ben visibile la guglia (flèche) persa nell'incendio.

L'incendio è scoppiato alle 18:45 del giorno lunedì 15 aprile 2019 (all'inizio della Settimana Santa) ed ha avuto origine nel sottotetto alla base della flèche, progettata dall'architetto Viollet-le-Duc, composto da 500 tonnellate di legno e 250 tonnellate di piombo, che sormonta i transetti che lo attraversano e culmina a 93 metri.
Secondo i vigili del fuoco, le fiamme si sono avviate su un ponteggio installato sul tetto dell'edificio.
Le fiamme si sono poi diffuse velocemente, raggiungendo l'intero tetto e distruggendo la struttura, la più antica di Parigi, costruita con il legno di 1.300 querce, 21 ettari di foresta.

### Cronologia dell'incendio

#### Avvertimenti
Secondo il procuratore di Parigi Rémy Heitz, l'allarme incendio viene segnalato per la prima volta alle 18:20, cinque minuti dopo l'inizio della messa. Viene eseguita una procedura di controllo, che non rileva alcun incendio, quindi il falso allarme viene attribuito ad un errore del computer sull'unità di controllo degli ufficiali di sicurezza dell'edificio, causato dall'attivazione erronea di un rilevatore di sicurezza. Vengono trasmessi dei messaggi in francese e inglese che chiedono ai visitatori di mantenere la calma e di evacuare l'edificio. Alle 18:43 viene consentito di rientrare nell'edificio alle persone presenti; due minuti dopo un addetto alla sicurezza scopre le fiamme sul telaio, dando nuovamente l'allarme. I vigili del fuoco arrivano quindici minuti dopo il secondo allarme, ma si trovano subito in grande difficoltà nel domare l'incendio. Molti testimoni assistono alla scena.

#### Propagazione dell'incendio

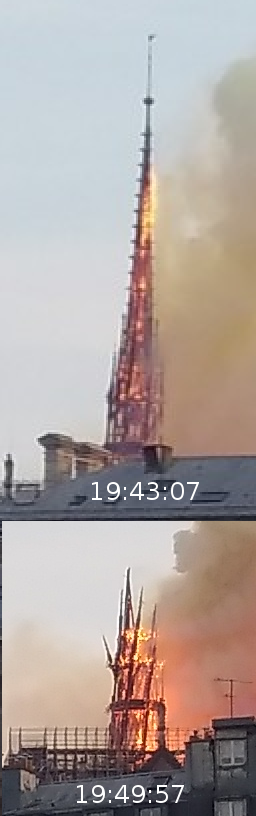
La flèche prima e dopo il crollo

Alle 19:50, dopo soltanto 1 ora e 5 minuti dall'inizio dell'incendio ed a notizia ormai diffusa in tutto il mondo, il pubblico di televisione e social media assiste alle riprese in diretta del crollo della flèche sbriciolata dalle fiamme.
Il fuoco sembra diminuire gradualmente di intensità, nonostante abbia regolari conflagrazioni silenziose che improvvisamente raddoppiano l'altezza delle fiamme e rilasciano un voluminoso fumo giallo, a causa della combustione di rame e lega di piombo.
Alle 20:59 il fuoco sembra aver riacquistato intensità, arrivando a toccare la torre nord della cattedrale.
Alle 21:07, un giornalista di France Info presente sull'Île de la Cité nota che anche la torre nord sta iniziando a prendere fuoco; ciò viene confermato subito dopo da Reuters.
Alla domanda sulla possibilità di far cadere l'acqua a bassa quota, potenzialmente utile al fine di estinguere le fiamme, la Direzione della Sicurezza Civile riferisce di non voler ricorrere a questa soluzione poiché il peso dell'acqua potrebbe indebolire la struttura della cattedrale.
Un portavoce dei vigili del fuoco di Parigi afferma che sono stati mobilitati imponenti mezzi d'intervento e che i vigili del fuoco provenienti dai dipartimenti Île-de-France, Seine-et-Marne (77), Yvelines (78), Essonne (91) e Val-d'Oise (95) sono in arrivo come rinforzo.
Una delle difficoltà delle operazioni per tentare di fermare le fiamme è l'assenza di una colonna a secco nella costruzione della cattedrale.

#### Procedura di salvataggio
Poco prima delle 22, il Segretario di Stato per gli Interni Laurent Nuñez giunge sul posto, annunciando alla stampa che il salvataggio della cattedrale è in corso e sono stati mobilitati circa quattrocento vigili del fuoco, oltre all'autorizzazione all'uso di diciotto lance acqua.
Alle 22:50 il generale Jean-Claude Gallet, comandante dei vigili del fuoco di Parigi, comunica che le torri erano salve e l'azione dei vigili del fuoco ha contribuito a fermare la diffusione verso la torre nord.

#### Fine dell'incendio
Il 16 aprile, intorno alle 4:00 del mattino, il tenente colonnello Gabriel Plus, portavoce dei vigili del fuoco di Parigi, informa che l'incendio è sotto controllo e parzialmente estinto.
Alle 9:50 sempre Plus riferisce che l'incendio è stato totalmente spento e che si può passare alla fase d'ispezione per esaminare tutte le strutture e determinare le condizioni del loro consolidamento.
Il fuoco ha mobilitato più di seicento vigili del fuoco, supportati da diciotto lance e diversi camion su larga scala.

### Mezzi utilizzati per la lotta all'incendio

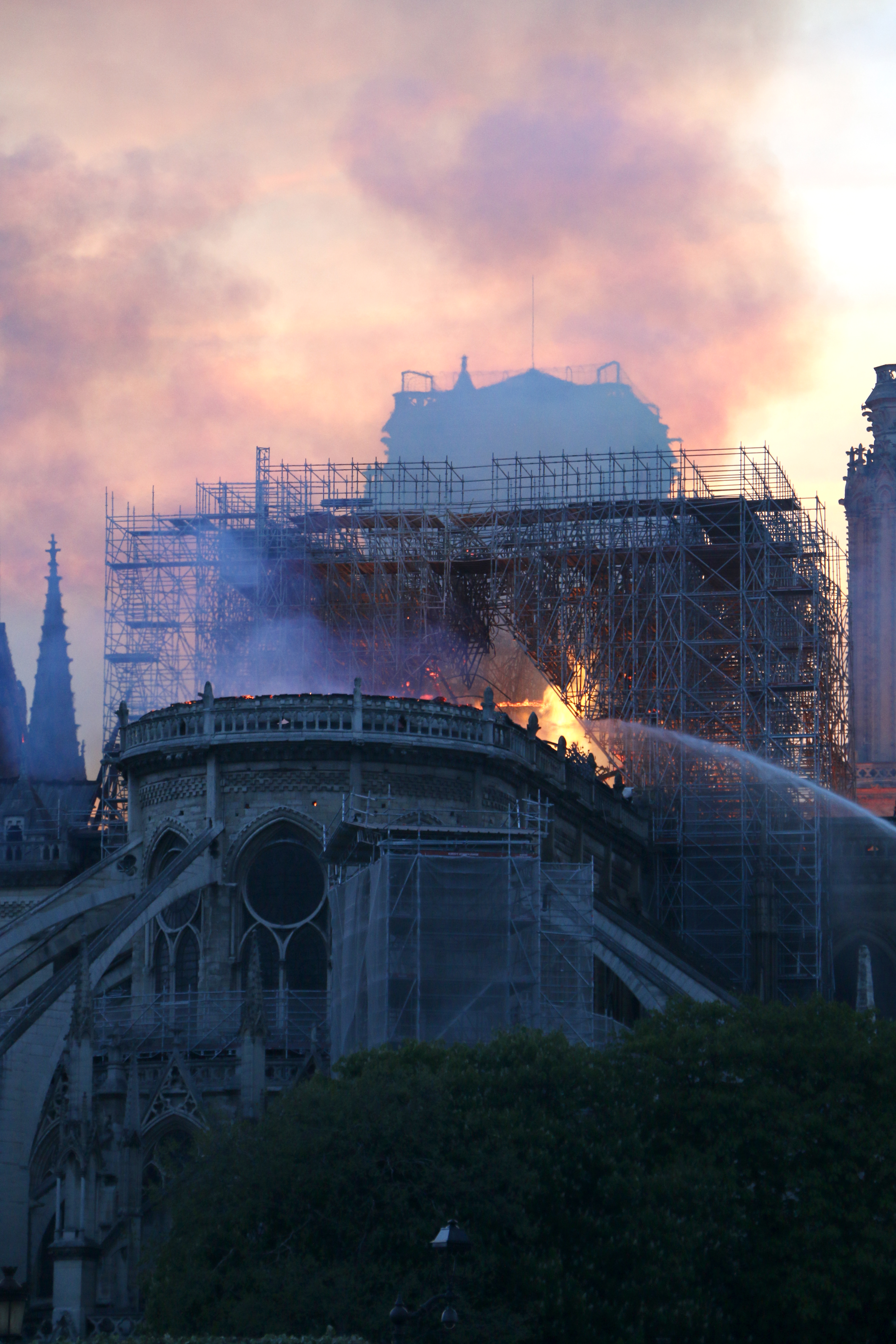
Getto d'acqua durante l'incendio.

Molti metodi sono stati messi in opera secondo la tecnica e la necessità di trattare il fuoco secondo le zone della cattedrale.
All'interno della navata, la scelta è ricaduta su un drone terrestre per ridurne la temperatura e limitare il rischio umano di fronte al crollo della volta.
Il robot lancia-acqua Colossus, una macchina cingolata del peso di cinquecento chilogrammi, può trasportare duecento metri di tubi e sparare tremila litri d'acqua al minuto.
I droni aerei sono stati allestiti dalla polizia per sorvolare la cattedrale e avvistare le partenze degli incendi.
Il fuoco è stato combattuto dall'interno delle torri e non dall'esterno: questa tecnica consente di evitare di spingere i gas caldi verso l'interno della torre e di limitare l'aumento di temperatura.
L'assenza di una colonna a secco nell'edificio ha diminuito l'efficacia dell'intervento.
Solo il rosone nord è stato trattato dall'esterno su larga scala per raffreddarlo.
Le risorse umane sono stimate in quattrocento vigili del fuoco, una ventina dei quali si è assunta il rischio di entrare nell'edificio per salvare le torri.
Il tentativo di domare l'incendio dall'esterno è stato effettuato con diciotto lance su grandi scaglie e braccia articolate.
Sono presenti due motobarcapompe sulla Senna e numerose pompe per alimentare i getti.

## Conseguenze

### Danni architettonici

La guglia e il tetto sono andati in fiamme.
La guglia e il tetto sono andati distrutti.
In rosso i buchi nelle volte di Notre-Dame de Paris.
In rosso le parti distrutte di Notre-Dame de Paris.

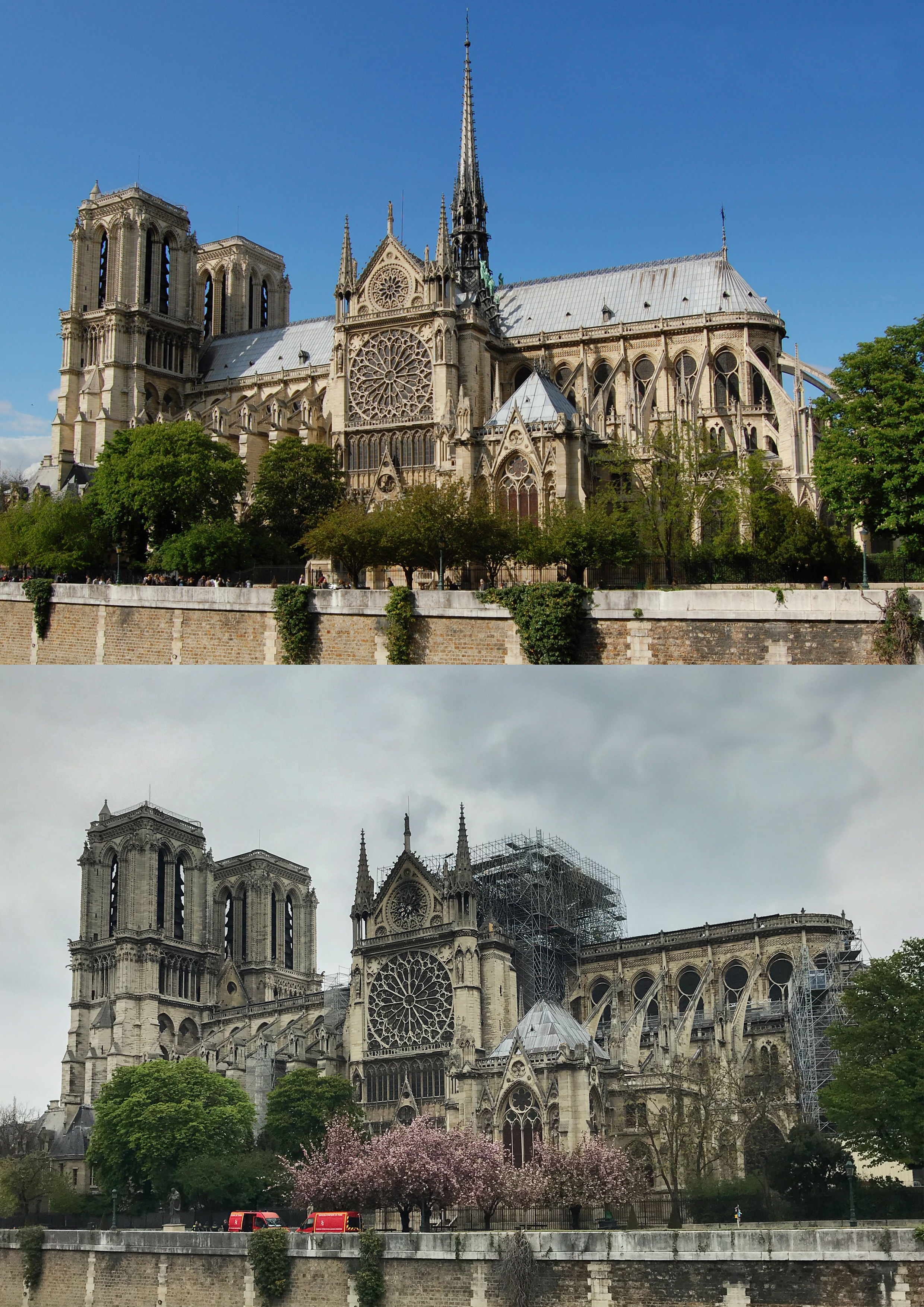
La cattedrale prima e dopo l'incendio.

L'incendio ha causato la perdita integrale del tetto (con copertura in tegole di piombo terminata nel 1326, e intelaiatura lignea risalente prevalentemente al 1220-1240 e ricostruita nel XIX secolo nell'area del transetto) e della flèche (ricostruzione neogotica realizzata nel 1858-1859 su disegno di Eugène Viollet-le-Duc in sostituzione di quella originaria duecentesca, demolita nel corso della Rivoluzione francese); il collasso della copertura ha comportato il crollo parziale della volta nell'area della navata centrale (vele tra la quarta e quinta campata) e del transetto (crociera - che ha danneggiato i sottostanti ambone e altare maggiore moderni - e vela settentrionale della volta interna del transetto di sinistra), nonché il distacco di alcune pietre in quella del coro, e ha minato la stabilità dei timpani triangolari apicali delle due testate del transetto, in particolare di quello della facciata settentrionale.
Degli organi a canne della cattedrale, quello maggiore, situato sulla cantoria in controfacciata, non ha riscontrato danni rilevanti né al suo interno per via della fuliggine né all'esterno a causa dell'acqua dei vigili del fuoco, mentre quest'ultima ha colpito pesantemente l'organo del coro.
Nell'incendio sono andati perduti i due concerti, di tre campane ciascuno, che erano collegati all'orologio situato nel sottotetto del transetto sud, realizzato nel 1867 da Armand-François Collin, i cui quattro quadranti si trovavano sugli spioventi della navata trasversa: quello situato all'interno del secondo piano della base della flèche (installato nel 1866) e quello posto nel sottotetto immediatamente al di sopra della volta della crociera, udibile dall'interno della chiesa.

#### Destino dei beni e del patrimonio culturale della cattedrale

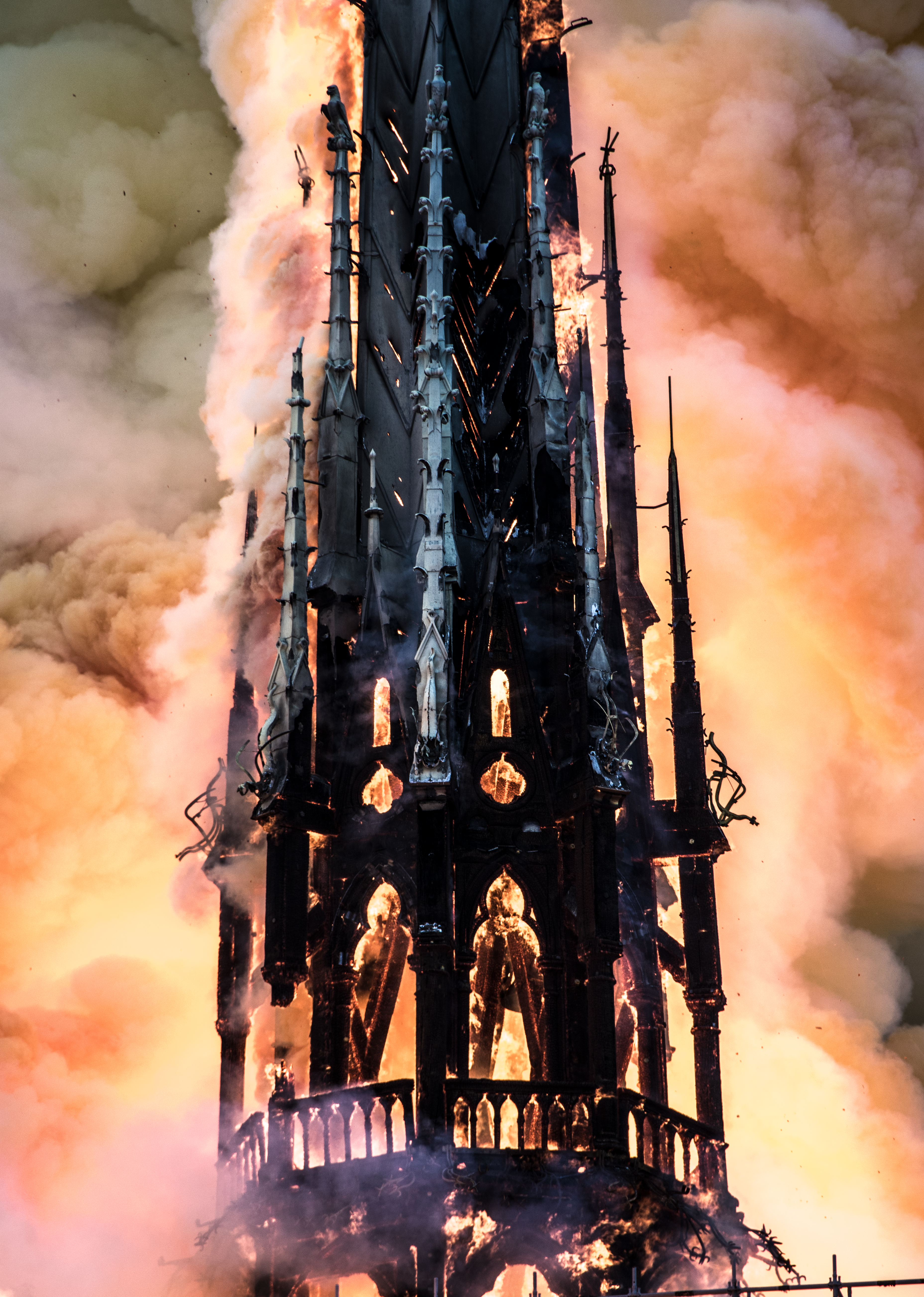
La flèche della cattedrale in fiamme, circondata da una forte emissione di fumo.

Il Ministero della Cultura francese ha annunciato che molti tesori, come la Sacra Corona o la tunica di San Luigi (una camicia appartenuta al re Luigi IX), sono stati salvati.
È anche il caso di altre reliquie e di molte opere d'arte: un frammento della Vera Croce e un chiodo della Passione, così come tutte le opere conservate nel "tesoro", inclusa la Visitazione di Jean Jouvenet e la Pietà di Nicolas Coustou.
La stampa internazionale ha riconosciuto il ruolo decisivo del vigile del fuoco Jean-Marc Fournier, sacerdote e cappellano dei vigili del fuoco di Parigi, nel salvataggio della corona di spine, la tunica di San Luigi e il Santissimo Sacramento (un'ostia consacrata per i cattolici significa la presenza reale di Cristo).
Per quanto riguarda le sedici statue di rame (i dodici apostoli e quattro evangelisti) installate da Viollet-le-Duc alla base della guglia, erano state appena rimosse dal sito l'11 aprile 2019 per essere trasferite in Dordogna.
Le prime fotografie scattate nella notte del 15 aprile mostrano le due grandi rosette apparentemente intatte, così come le sculture di Antoine Coysevox, Guillaume e Nicolas Coustou nel coro.
Il grande organo di Cavaillé-Coll, temporaneamente reso inutilizzabile dalla fuliggine e dalla polvere (dovrà essere smontato da cima a fondo), non sembra aver riportato ulteriori danni.
La Madonna col Bambino scolpita nel XIV secolo, detta anche Vergine al Pilastro e situata ai piedi del pilastro sud-est dell'incrocio del transetto, è stata bagnata dall'acqua usata per estinguere l'incendio ma non è stata danneggiata (è con questa statua che lo scrittore Paul Claudel si convertì al cattolicesimo).
Nessuno dei dipinti appesi nella cattedrale è stato danneggiato.
La flèche aveva, issata sulla cima, una banderuola segnavento a forma di gallo contenente tre reliquie: una parte della corona di spine, una reliquia di Saint Denis e un'altra di Santa Genoveffa. Inizialmente creduto perduto, il gallo sarà ritrovato il giorno dopo il disastro; esso non risulta gravemente danneggiato, ma necessita comunque di un restauro.
L'altare moderno (altare Paolo VI) è rimasto schiacciato da una pila di pietre e travi bruciate dopo l'incendio.
Il vecchio altare tradizionale (altare maggiore) della Pietà, sul retro del coro, è invece stato risparmiato, come la croce di legno dorata.

#### Conseguenze ambientali

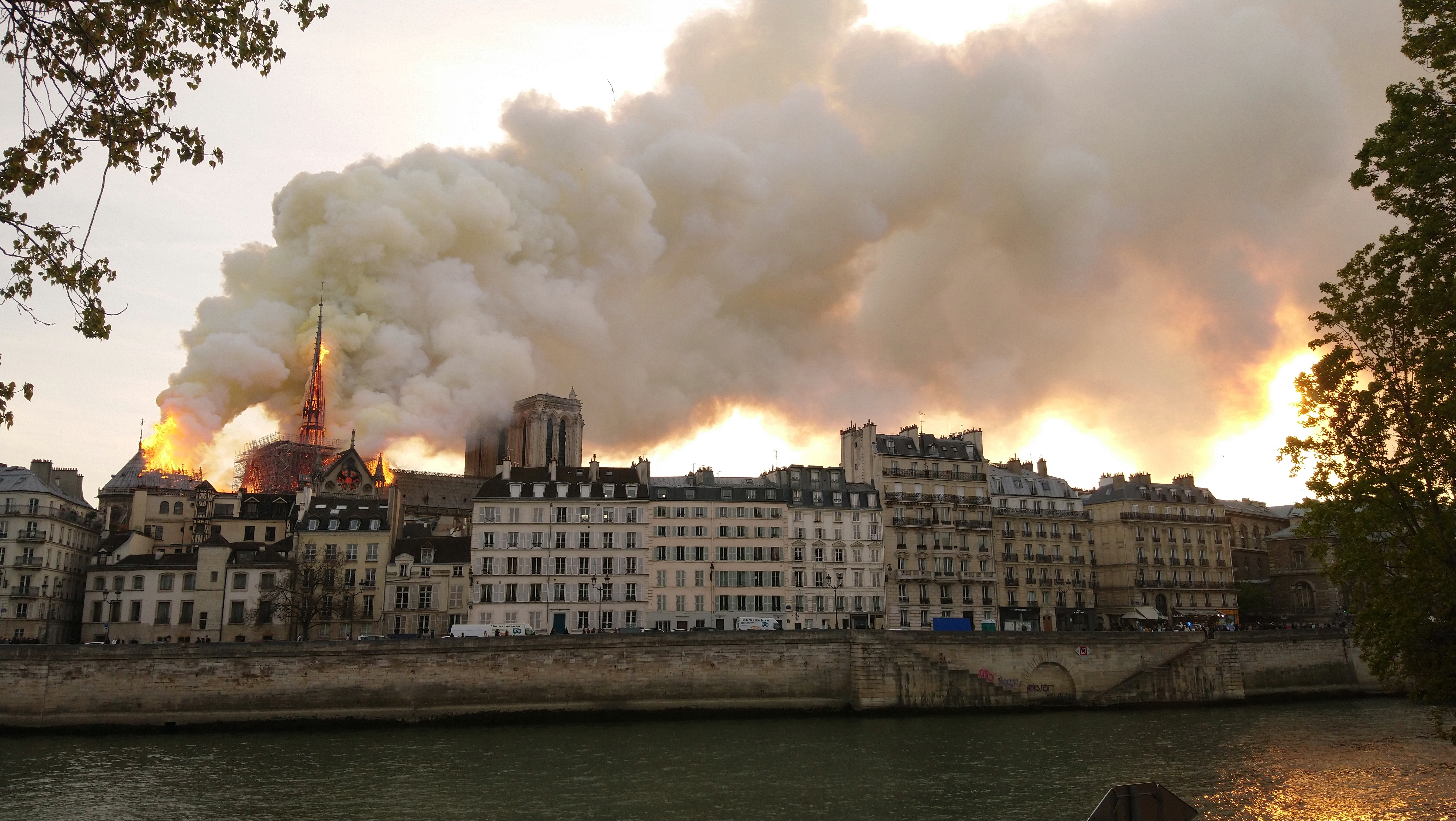
L'impressionante colonna di fumo.

Un fumo bianco-giallastro, molto opaco, e più brevemente un fumo nero, nella torre e al livello di un pignone, sono rimasti visibili per chilometri; 250 tonnellate di piombo, metallo fuso a bassa temperatura e sublimato ad alta temperatura, coprivano la guglia; 210 tonnellate di piombo costituivano le 1326 lastre o piastrelle di piombo che coprivano il resto del telaio.
Per evitare il rischio di avvelenamento, le case vicine sono state evacuate.
Secondo alcuni sondaggi di Airparif di martedì 16 aprile, grazie alle condizioni meteorologiche particolarmente dispersive con un vento da est a sud-est di 3 m/s, il pennacchio di fumo partiva da Parigi lungo il corridoio della Senna.
A causa della temperatura del focolare, il fumo saliva di diverse decine di metri senza contaminare i bassi livelli di aria localmente, ma il fuoco provocava il rigetto di una grandissima quantità di particelle.
La maggior parte del pennacchio di inquinamento sembra essere stato pienamente compensato fuori Parigi, per le cinque stazioni di misurazione della qualità dell'aria vicino al fuoco (che si trova al Beaubourg, sul Quai des Celestins, Rue Bonaparte, Boulevard Haussmann e Place de l'Opéra), non hanno registrato un aumento delle particelle fini.
Nessun reale superamento della soglia di inquinamento atmosferico è stato registrato dai sensori durante l'incendio o le ore successive; nonostante ciò residenti o gli spettatori presenti all'inizio dell'incendio hanno detto di aver percepito un'aria irrespirabile o un forte odore di bruciato quando le fiamme hanno cominciato a essere visibili sul tetto.
Airparif non esclude un inquinamento prettamente locale.

### Bilancio umano
L'incendio non ha provocato vittime tra i civili. Nonostante questo, tra i vigili del fuoco, una persona rimasta ferita è stata curata dall'ospedale di Parigi "Assistance Publique. Hôpitaux de Paris".
Tra i primi vigili del fuoco di Parigi che sono intervenuti sulla scena all'inizio dell'incendio alcuni sono stati medicati per avvelenamento da gas e fumi.

### Società francese

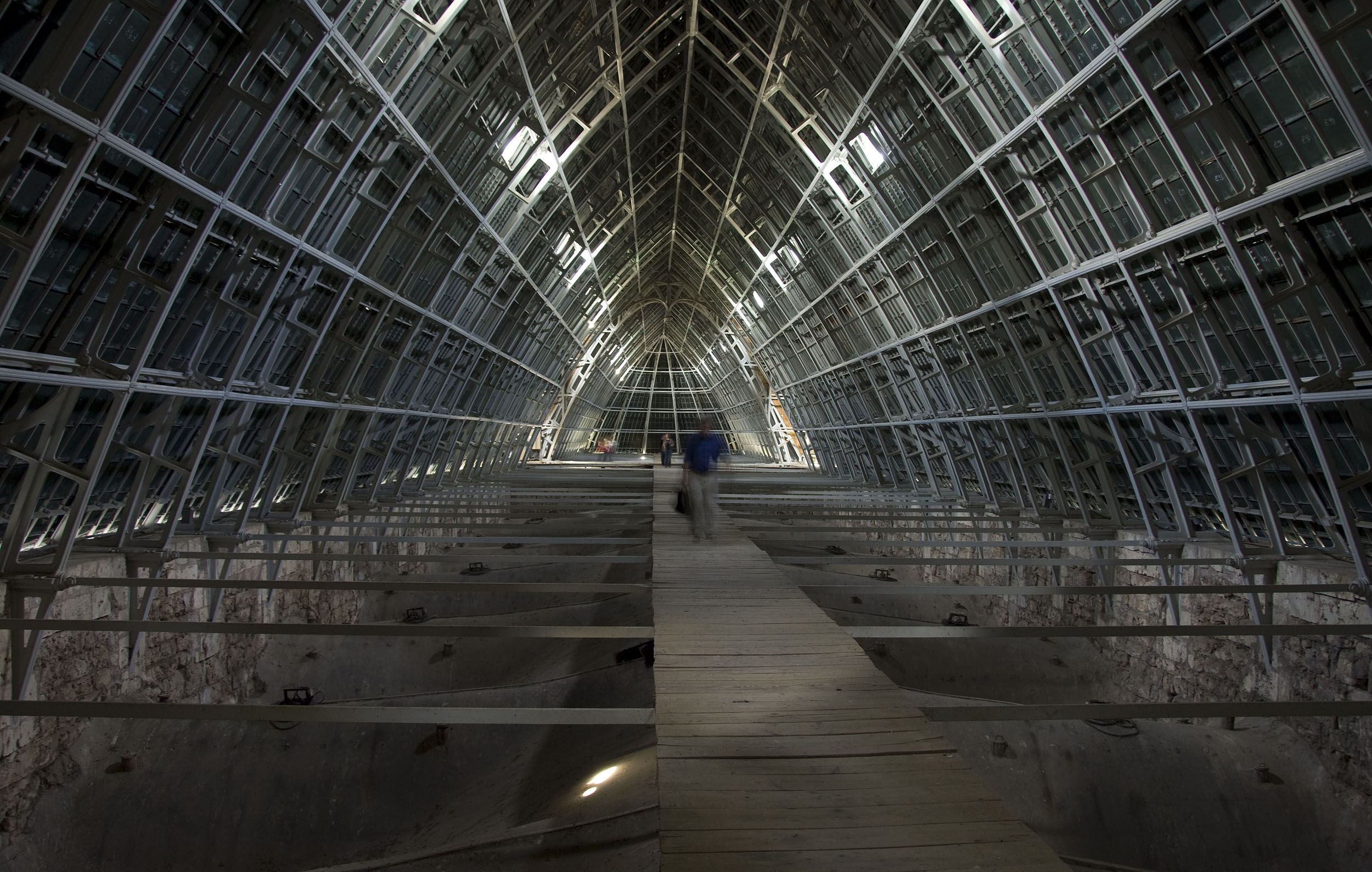
La cattedrale di Chartres fu ricostruita con capriate in ferro battuto e lastre di rame dopo l'incendio del 1836

A causa dell'incendio, il presidente della Repubblica francese Emmanuel Macron (LREM) ha deciso di posticipare la trasmissione del discorso televisivo che avrebbe dovuto tenere il 15 aprile 2019 alle ore 20 per il grande dibattito nazionale.
Diversi candidati sospendono la loro campagna elettorale per le elezioni europee.
Il ministro dell'Interno Christophe Castaner posticipa il suo viaggio a Mayotte.
Il 18 aprile 2019, le squadre di vigili del fuoco, poliziotti, membri della Croce Rossa e la protezione civile sono ricevute al Palazzo dell'Eliseo dal Presidente della Repubblica, e di fronte al Municipio di Parigi, dove è organizzata una cerimonia.
Le cerimonie della Settimana Santa, che di solito si svolgono a Notre-Dame, sono trasferite a Saint-Sulpice e a Saint-Eustache.

## Indagini
L'ufficio del procuratore di Parigi ha aperto un'indagine per distruzione involontaria da parte di un incendio lo stesso giorno, al fine di determinare le cause dell'incidente. Questo è affidato alla polizia giudiziaria di Parigi. Il prefetto della polizia ha istituito un perimetro di sicurezza intorno alla cattedrale in cui il soggiorno del popolo è regolato fino al 22 aprile 2019.
Secondo una fonte della polizia citata da Le Monde, l'indagine dovrebbe sposare elementi di polizia ed elementi tecnici, con competenze che saranno commissionate. Gli operai edili sono stati ascoltati dalla notte del 15 aprile dagli investigatori.
All'indomani dell'incidente, il pubblico ministero della Repubblica di Parigi indica che nulla va nella direzione di un atto volontario, privilegiando così la pista accidentale.
Parallelamente all'indagine giudiziaria, sono state avviate indagini amministrative per determinare le condizioni in cui è scoppiato l'incendio.
Il New York Times il 15 settembre 2019 ha pubblicato una lunga inchiesta sui pericoli per la salute causati dal piombo diffusosi durante l’incendio, che può causare danni irreparabili al corpo umano, accusando il Presidente francese Emmanuel Macron di aver anteposto la ricostruzione (promessa in cinque anni) alla salute dei propri cittadini. Il tetto e la guglia andati distrutti contenevano infatti circa 460 tonnellate di piombo, in parte evaporato, le cui microparticelle si sono diffuse nell'aria e depositate, facendosi anche strada nei sistemi di ventilazione.
I test effettuati sul luogo dopo il rogo avevamo mostrato livelli di contaminazione fino a 1.300 volte superiori al limite di sicurezza stabilito dalle linee guida francesi, ma secondo l'inchiesta le autorità non avrebbero rivelato la reale pericolosità delle zone contaminate, effettuando test (alcuni non ancora completati) in scuole e parchi pubblici solo dopo insistenti richieste da parte della cittadinanza, e bonificando dunque le aree maggiormente colpite solo molte settimane più tardi (operazioni ultimate solo quattro mesi dopo). Subito dopo l'incendio un centro diurno riservato ai figli degli ufficiali di polizia, situato di fronte alla cattedrale, sarebbe stato invece immediatamente chiuso. L'inchiesta si sarebbe basata su documenti riservati (relazioni dell'ispettorato del lavoro, rapporti della polizia e test non divulgato del ministero della Cultura).

## Reazioni
A partire dalle ore 22:00 della notte dell'incendio, le chiese francesi suonano le loro campane come un invito alla preghiera.
Il giorno dopo il disastro, il plenum della cattedrale di Notre-Dame de Strasbourg suona a mezzogiorno in segno di solidarietà, seguito dalle campane di quindici cattedrali europee.
Papa Francesco ricorda come la cattedrale di Notre-Dame di Parigi sia un simbolo del cristianesimo in Francia e nel mondo. L'arcivescovo di Monaco Bernard Barsi dice di essere in preghiera con tutti i cattolici in Francia ed esprime il suo sostegno a tutti i vigili del fuoco che combattono per la salvaguardia di questo alto luogo del patrimonio religioso francese.
Il Gran Rabbino di Francia Haim Korsia invia un messaggio di solidarietà all'Arcivescovo di Parigi Michel Aupetit dove esprime la sua solidarietà al mondo cattolico dichiarando: "La Pasqua per i cristiani è la morte e la risurrezione. Penso che dobbiamo sapere che ci sarà la risurrezione di questo edificio che vediamo bruciare."
Il rettore della moschea Al-Azhar Ahmad al-Tayyib esprime la sua tristezza per il grande incendio che ha colpito lo storico capolavoro architettonico della cattedrale di Notre Dame affermando "I nostri cuori sono rivolti ai nostri fratelli in Francia, che meritano il nostro pieno sostegno."
Il giorno dopo l'incendio, il Consiglio francese del culto musulmano e il rettore della Moschea di Lione Kamel Kabtane chiamano i musulmani di Francia per mostrare la loro solidarietà e partecipare allo sforzo finanziario per ricostruire il Notre-Dame de Paris.
Su invito della Conferenza dei Vescovi di Francia e in solidarietà con la diocesi di Parigi, tutte le campane delle cattedrali e delle chiese della Francia suonano il 17 aprile alle 18:50, l'ora dell'inizio dell'incendio a Notre-Dame..

Nei giorni successivi all'incendio, le vendite di libri relativi alla cattedrale di Notre-Dame aumentano notevolmente. Secondo la classifica di Amazon, i primi diciotto posti sono stati occupati da opere relative al monumento, tra cui il celebre romanzo di Victor Hugo Notre-Dame de Paris.

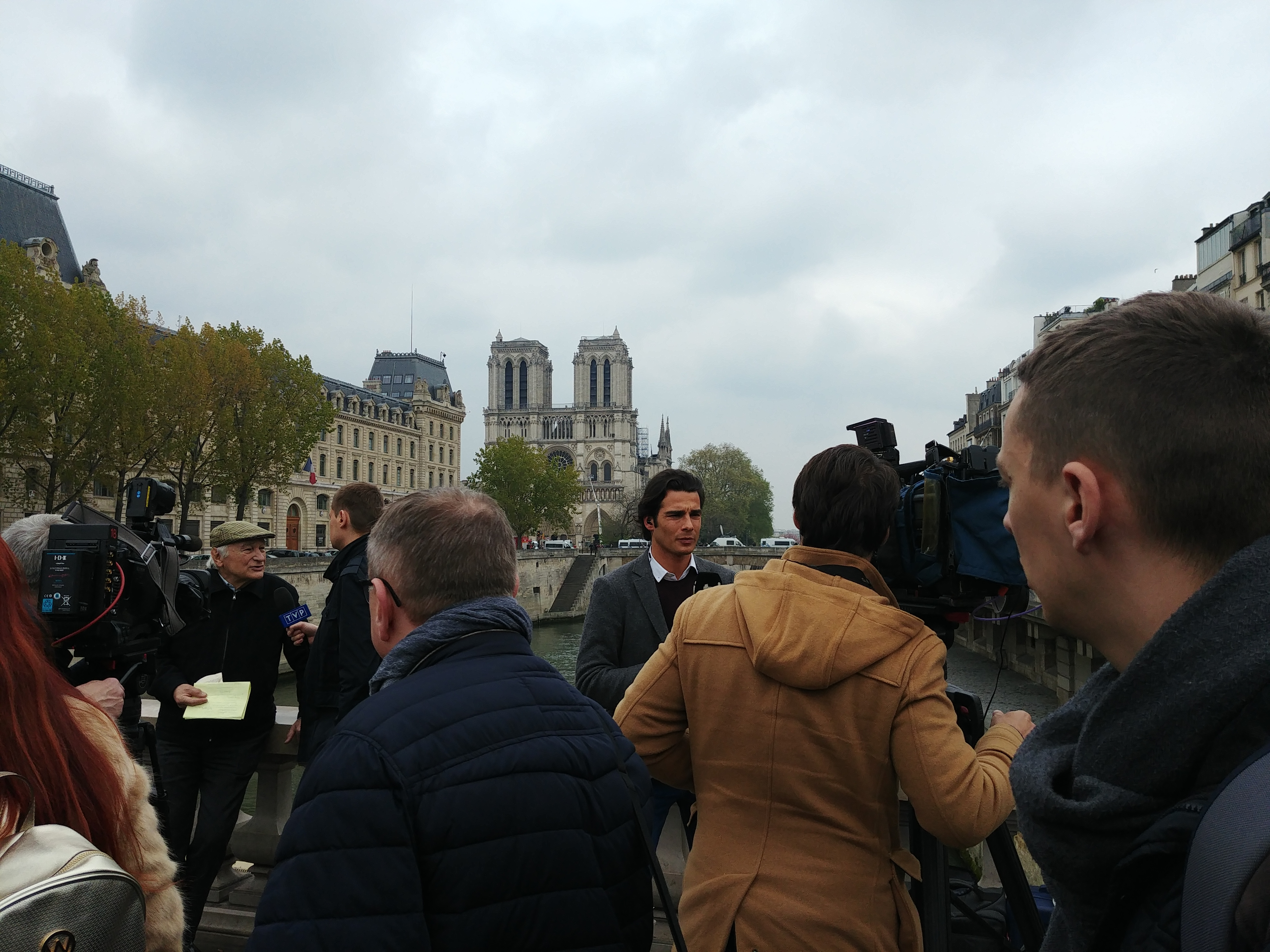
L'incendio è soggetto a una copertura mediatica significativa.

L'evento dell'incendio è seguito da canali di notizie nazionali e internazionali, con la trasmissione in diretta anche da emittenti come CNN e BBC.
La stampa giapponese osserva come, in un contesto di minaccia terroristica, la cattedrale parigina era uno dei pochi luoghi turistici del mondo in cui era possibile entrare liberamente.

## Messa in sicurezza e ricostruzione

### Lo stato dell'edificio
La cattedrale non era assicurata con una compagnia di assicurazioni. Lo Stato possiede le cattedrali mentre la Chiesa cattolica ne è il proprietario. In quanto tale, lo Stato assicura la manutenzione e le riparazioni La maggior parte del carico di ripristino, pre-valutato da alcuni assicuratori a oltre un miliardo di euro, è quindi dello Stato. Gli assicuratori potrebbero essere comunque chiamati in causa se fosse confermata l'ipotesi dell'origine del fuoco relativa al lavoro. A causa del limite di responsabilità, questo contributo coprirebbe solo una piccola parte dei costi di ripristino.

### Finanziamento

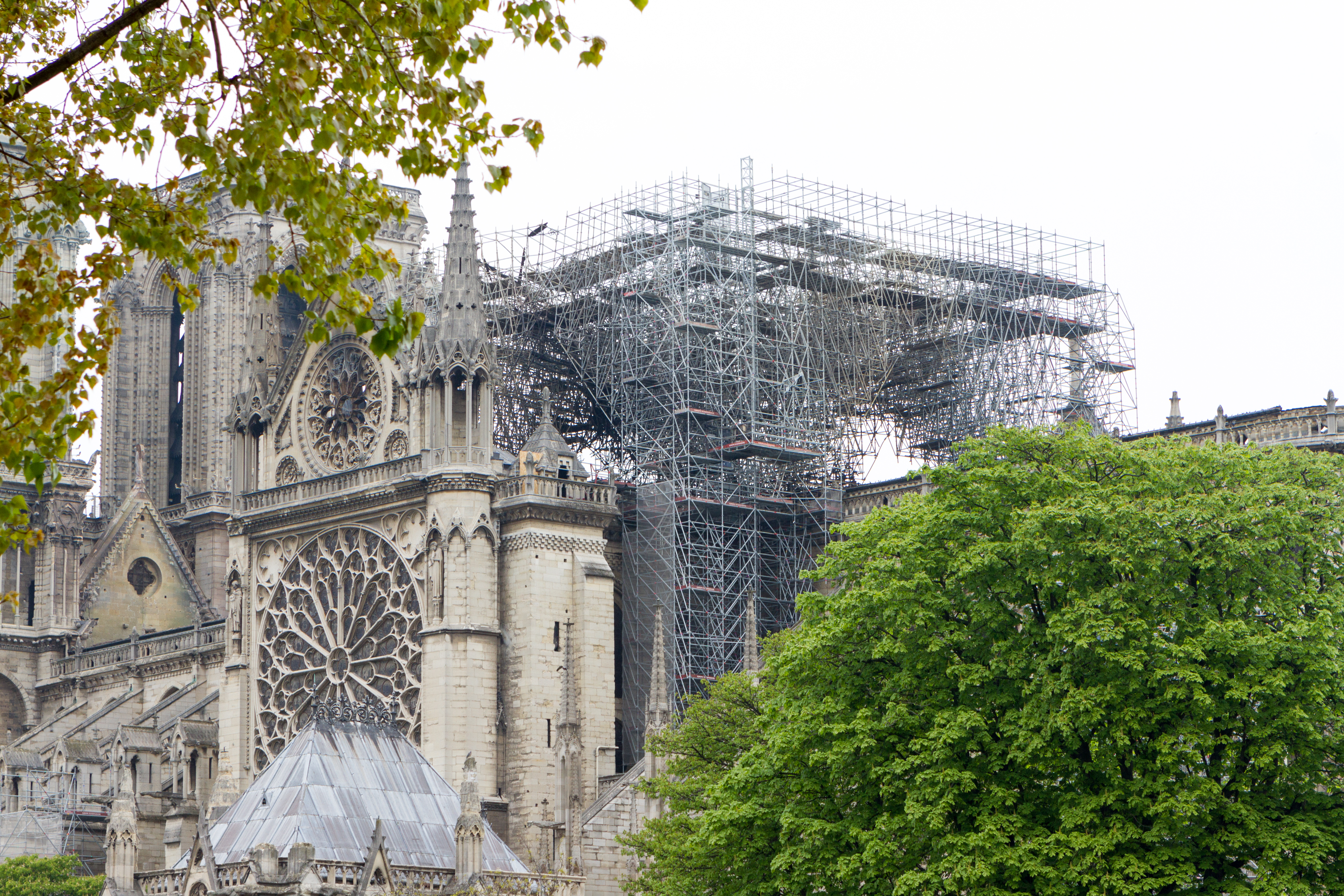
La cattedrale dopo l'incendio.

#### Contesto
L'incendio della cattedrale ha avuto un forte impatto a livello mondiale. Toccati da questo evento ancora in corso, si è già espresso l'impegno alla ricostruzione di essa.

#### Quadro per le donazioni
A seguito del Consiglio dei ministri del 17 aprile 2019 dedicato al restauro della cattedrale, verrà proposto un disegno di legge per portare, secondo le parole del Primo Ministro Édouard Philippe, le garanzie di trasparenza e buona gestione nella gestione delle donazioni.
Il governo, attraverso il suo sito web, organizza la raccolta di donazioni attraverso quattro enti: il Centro dei monumenti nazionali, Fondation de France, Fondation Notre-Dame, e la Fondation du patrimoine.
In parallelo, siti di raccolta online privati come Leetchi, dartagnans, lepotcommun e GoFundMe eseguono una o più raccolte create da singoli individui.
Il governo francese annuncia un quadro giuridico per le donazioni per la riparazione della cattedrale, accompagnato da incentivi fiscali.
Uno schema fiscale specifico per donazioni private è promesso dal governo: detrazione fiscale fino al 75% per donazioni fino a 1.000 euro, quindi il 66% oltre questo importo.

#### Donazioni monetarie
Nella notte dell'incendio, il presidente Emmanuel Macron annuncia l'istituzione di una raccolta fondi nazionale per ricostruire la cattedrale. Il Primo Ministro convoca il giorno successivo i ministri della cultura e dei conti pubblici, nonché il segretario di stato per gli interni, per preparare un piano per la ricostruzione di Notre-Dame.
Rapidamente cittadini, associazioni e funzionari eletti emettono l'idea di creare abbonamenti per finanziare la ricostruzione dell'edificio. La Fondation du patrimoine lancia una campagna di raccolta fondi nazionale il 16 aprile per raccogliere fondi.
La seguente tabella mostra le principali donazioni effettuate in risposta all'incendio della cattedrale:
| Donatore | Tipo                                 | Stato                                | Importo (in euro) |
| --- | ------------------------------------ | ------------------------------------ | ----------------- |
| Famiglie Arnault e LVMH | Privato                              | Francia                              | 200 milioni       |
| Famiglie Bettencourt & L'Oréal | Privato                              | Francia                              | 200 milioni       |
| Famiglia Pinault & Destler-Massenet | Privato                              | Francia                              | 100 milioni       |
| Total | Privato                              | Francia                              | 100 milioni       |
| Municipio di Parigi | Pubblico                             | Francia                              | 50 milioni        |
| JCDecaux | Privato                              | Francia                              | 20 milioni        |
| BNP Paribas | Privato                              | Francia                              | 20 milioni        |
| Dipartimenti dell'Île-de-France (fuori Parigi) Seine-et-Marne, Yvelines, Essonne, Hauts-de-Seine, Seine-Saint-Denis, Val-de-Marne, Val-d'Oise | Pubblico                             | Francia                              | 20 milioni        |
| AXA | Privato                              | Francia                              | 10 milioni        |
| Famiglia Bouygues | Privato                              | Francia                              | 10 milioni        |
| Fimalac | Privato                              | Francia                              | 10 milioni        |
| Famiglia Safra | Privato                              | Brasile Stati Uniti Israele          | 10 milioni        |
| Regione dell'Île-de-France | Pubblico                             | Francia                              | 10 milioni        |
| Société générale | Privato                              | Francia                              | 10 milioni        |
| BPCE | Privata                              | Francia                              | 10 milioni        |
| Sanofi | Privata                              | Francia                              | 10 milioni        |
| Henry Kravis e Marie-Josée Kravis | Privata                              | Stati Uniti                          | 8,85 milioni      |
| Fondation du Crédit agricole - Pays de France                                                                                                 | Privata                              | Francia                              | 5 milioni         |
| The Walt Disney Company | Privato                              | Stati Uniti                          | 4,42 milioni      |
| Française des jeux | Privato                              | Francia                              | 2 milioni         |
| Regione Alvernia-Rodano-Alpi | Pubblico                             | Francia                              | 2 milioni         |
| Regione Occitania | Pubblico                             | Francia                              | 1,5 milioni       |
| Capgemini | Privato                              | Francia                              | 1 milione         |
| Michelin | Privato                              | Francia                              | 1 milione         |
| Dipartimento delle Alpi Marittime | Pubblico                             | Francia                              | 1 milione         |
| UiPath | Privato                              | Romania Stati Uniti                  | 1 milione         |
| Toulouse Métropole | Pubblico                             | Francia                              | 1 milione         |
| Château Mouton Rothschild | Privato                              | Francia                              | 870.000           |
| Comité international olympique | ONG                                  | Svizzera (Sede)                      | 500.000           |
| Ubisoft | Privato                              | Francia                              | 500.000           |
| Famiglia Ratel | Privato                              | Francia Regno Unito                  | 50.000            |
| Comune di Seghedino | Pubblico                             | Ungheria                             | 10.000            |
| Székesfehérvár | Pubblico                             | Ungheria                             | 10.000            |
| Donazioni di enti privati e pubblici | Donazioni di enti privati e pubblici | Donazioni di enti privati e pubblici | ~ 820 milioni     |
| Fondation du patrimoine | Raccolta di donazioni                | Francia                              | ~ 16,5 milioni    |
| Fondation de France | Raccolta di donazioni                | Francia                              | ~ 21 milioni      |
| Centre des monuments nationaux | Raccolta di donazioni                | Francia                              | ~ 1,2 milioni     |
| French Heritage Society | Raccolta di donazioni                | Stati Uniti                          | ~ 35.000€         |
| Totale delle donazioni | Totale delle donazioni               | Totale delle donazioni               | ~ 859 milioni     |

Ubisoft, oltre a donare 500.000 euro, ha reso gratuito il download del videogioco Assassin's Creed: Unity (2014) in versione per PC, che contiene una dettagliata riproduzione in 3D della cattedrale. È stato anche ipotizzato che tale modello potesse essere usato per ricostruire l'edificio, ma gli sviluppatori hanno smentito il coinvolgimento.

#### Donazioni di servizi
Parallelamente, le donazioni di servizi sono state fatte da organizzazioni diverse, tra cui:
- Groupama, che propone di dare 1.300 querce centenarie per la ricostruzione del telaio in legno[146]
- ArcelorMittal, che offre acciaio per contribuire alla ricostruzione, e offre anche le sue competenze in edilizia e architettura[147]
- EDF, offrendo la sua esperienza e competenza nelle reti elettriche di emergenza e la sicurezza dei siti di lavoro elettrici[148]
- Air France, che propone di fornire il trasporto gratuito degli attori ufficiali che parteciperanno alla ricostruzione della cattedrale[149]
- Il Cile, che offre rame e legno.[150]

### Prime valutazioni e messa in sicurezza
Due giorni dopo l'incendio, il ministro della Cultura Franck Riester ritiene che la struttura principale sia stata salvata, ma gli architetti, tra cui Philippe Villeneuve (capo architetto dei monumenti storici) e il suo predecessore Benjamin Mouton, sono preoccupati per gli effetti dell'acqua. Il crollo della flèche in fiamme e il resto della struttura hanno anche creato un notevole shock meccanico e le pietre della volta bruciata sono probabilmente indebolite.
Nelle prime 48 ore dopo il disastro, vengono intrapresi lavori di consolidamento, in particolare per la ghimberga nord.
Per proteggere la cattedrale dalla pioggia, un telone sarà installato molto rapidamente. Dovrebbe assumere la forma di un tetto a punta, più alto del vecchio tetto della cattedrale, per lasciare uno spazio di lavoro agli operai che lavoreranno per ricostruire il telaio..

### Proteggere e restaurare le opere
In secondo luogo, il 19 aprile, una fase di valutazione e le opere che fissano ancora presenti nell'edificio è impostato (tavoli, rilievi e pannelli di legno intagliato). I dipinti ancora presenti dovrebbero essere restaurati e conservati presso il Museo del Louvre. Il 19 aprile sono stati assicurati 15 dipinti di grandi dimensioni.

### Ricostruzione
La durata della ricostruzione del tetto non è ancora stata stimata. Tutto dipenderà principalmente dall'entità dei danni, che non sono ancora quantificabili, e dalle tecniche e dai materiali utilizzati: la nuova struttura potrebbe essere in rovere (identica alla precedente) oppure potrebbe utilizzare un design innovativo in cemento e acciaio.
In un discorso televisivo del 16 aprile, il presidente Emmanuel Macron afferma di sperare che Notre-Dame venga ricostruita in cinque anni. Questa data, variamente discussa dagli analisti per la sua fattibilità, coinciderebbe con lo svolgimento dei Giochi olimpici a Parigi nel 2024. Il governo francese annuncia il giorno seguente la sua ambizione di lanciare una competizione internazionale di architettura per sostituire la flèche costruita da Viollet-le-Duc.
Il generale Jean-Louis Georgelin è nominato capo di una missione speciale di rappresentanza "per assicurare il progresso delle procedure e dei lavori che saranno intrapresi". Il governo sta anche dando l'opportunità di creare un'istituzione pubblica per realizzare questa ricostruzione.

#### Tecniche previste
I piani esistenti sono stati realizzati nel 2015 dagli architetti Cédric Trentesaux e Rémi Fromont con una precisione di 1–2 cm.
Andrew Tallon realizzò una rappresentazione 3D mediante scansione laser utilizzando oltre un miliardo di punti di riferimento per offrire uno strumento moderno agli architetti.
Gli architetti della Direzione regionale degli affari culturali offrono una struttura metallica per rispettare le scadenze annunciate dal presidente Emmanuel Macron. La competenza tecnica esiste e non pone grosse difficoltà, sottolinea il segretario generale dei Compagnons du Devoir.